# استان فلورانس
استان فلورانس استانی در ناحیه توسکانی در کشور ایتالیا است. و دارای وسعتی برابر با ۳٫۵۱۴ کیلومتر مربع و جمیعتی بالغ بر ۹۳۳٫۸۶۰ نفر در سال ۲۰۱۱ بوده است. شهر فلورانس مرکز این استان و هم چنین ناحیه توسکانی می باشد.